# 케냐타 대학교
케냐타 대학교(영어: Kenyatta University; KU)는 케냐 나이로비현에 위치한 대학교이다. 1985년 대학 지위를 획득하여 나이로비 대학교 (1970년)와 모이 대학교 (1984년)에 이어 세 번째 대학이다. 2014년 10월 기준으로 23개의 공립 대학 중 하나이다.

## 역사
1965년 영국 정부는 카하와에 있는 템플러 막사를 케냐의 새로 구성된 정부에게 넘겼다. 그 병영들은 그 후 케냐타 대학교라고 불리는 대학으로 개조되었다. 1970년 케냐타 칼리지는 나이로비 대학교의 구성 단과대학이 되었고, 의회법에 따라 케냐타 대학교 칼리지로 이름이 변경되었다.
1985년, 그것은 완전한 대학 지위를 부여받았고 케냐타 대학교로 이름이 바뀌었다.
돌아가신 아버지 버락 오바마 시니어와 친인척이 케냐 출신인 미국의 대통령 버락 오바마는 2015년 케냐를 방문했고, 케냐에 있는 동안 케냐의 주요 캠퍼스를 방문했다.

## 학계
2016년 3월 현재, 이 대학에는 학사, 석사 및 박사 학위를 제공하는 12개의 캠퍼스가 있다. 수여되는 학위에는 의학 및 법학 학위가 포함되었다. 이 대학은 디지털 학교, 학교 기반, 파트타임 및 풀타임 교육으로 알려진 오픈 러닝, E-러닝을 보유하고 있다. 케냐타 대학교는 케냐 대학교육위원회, 동아프리카 대학 간 협의회, 아프리카 대학 협회, 국제 대학 협회 및 영연방 대학의 인증을 받았다.

### 도서관

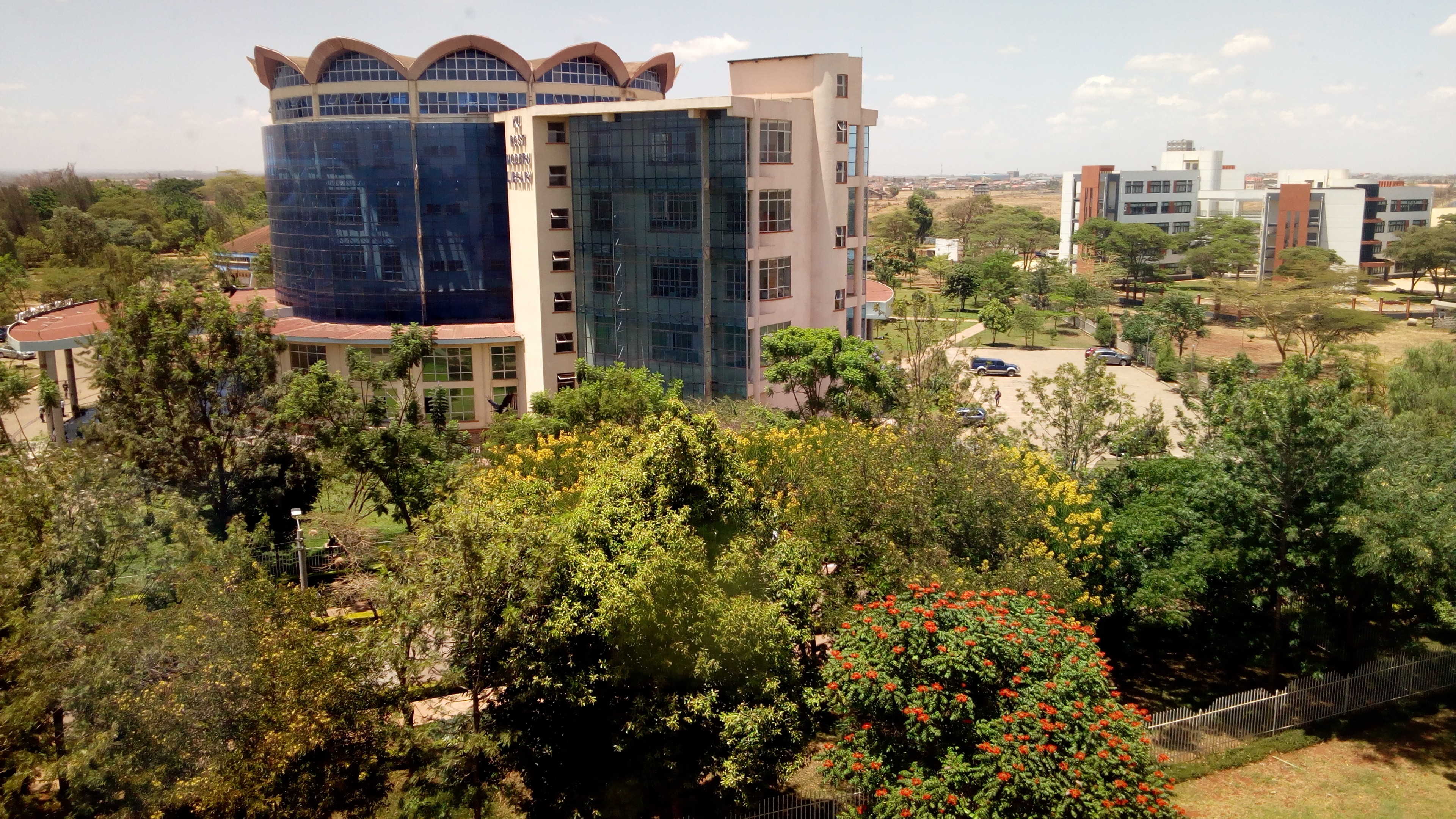
중앙 행정 단지에서 바라본 케냐타 대학교 도서관

케냐타 대학교의 도서관은 아프리카에서 가장 큰 도서관 중 하나이며 학생과 연구자들에게 학술 정보 자원과 서비스를 제공한다. 도서관은 서비스를 대여하는 것 외에도 E-서비스를 제공하고 각각의 위성 캠퍼스에 지점을 두고 있다.

## 학생 생활

### 유학생
국제 프로그램 및 협력 센터는 부총장 직속의 부서로, 국제 활동, 협력 및 연계를 조정한다.

### 육상 경기
케냐타 대학교는 2017년 나이로비 챔피언십에서 육상 마을로 IAAF와 파트너 관계를 맺었다. 선수들은 냐요 호스텔에 수용되었고, 훈련을 위해 캠퍼스 시설을 이용했다.

## 졸업생들
다음은 케냐타 대학교 웹사이트에 있는 "유명한 졸업생"들 중 일부이다.
- 대니얼 아랍 모이 - 케냐의 제2대 대통령
- 음와이 키바키 - 케냐의 제3대 대통령
- 벤저민 음카파 - 탄자니아의 제3대 대통령
- 자카야 키퀘테 - 탄자니아의 제4대 대통령